# Övre Fjätsjön
Övre Fjätsjön är en sjö i Härjedalens kommun i Härjedalen och ingår i Dalälvens huvudavrinningsområde. Sjön har en area på 0,912 kvadratkilometer och ligger 743,2 meter över havet. Övre Fjätsjön ligger i Rogen Natura 2000-område. Sjön avvattnas av vattendraget Stor-Fjätan. Vid provfiske har bland annat abborre, bergsimpa, elritsa och gädda fångats i sjön.

## Delavrinningsområde
Övre Fjätsjön ingår i det delavrinningsområde (690802-134313) som SMHI kallar för Utloppet av Övre Fjätsjön. Medelhöjden är 800 meter över havet och ytan är 15,68 kvadratkilometer. Räknas de 8 avrinningsområdena uppströms in blir den ackumulerade arean 44,69 kvadratkilometer. Stor-Fjätan som avvattnar avrinningsområdet har biflödesordning 3, vilket innebär att vattnet flödar genom totalt 3 vattendrag innan det når havet efter 516 kilometer. Avrinningsområdet består mestadels av skog (79 procent) och kalfjäll (11 procent). Avrinningsområdet har 1,07 kvadratkilometer vattenytor vilket ger det en sjöprocent på 6,8 procent.

## Fisk
Vid provfiske har följande fisk fångats i sjön:
- Abborre
- Bergsimpa
- Elritsa
- Gädda
- Harr
- Lake